# Zojin zakon
Zojin zakon ili Zakon o prevenciji i dijagnostici genetičkih bolesti, genetički uslovljenih anomalija i retkih bolesti Republike Srbije, čini poseban skup medicinskih, pravnih i socijalnih normativa koji imaju za cilj da obezbedi pravo na lakši život i zaštitu od neželjenih posledica osobe koje boluje od urođenih anomalija i retkih bolesti.
Razvoj savremene genetike i medicinskih genetičkih metoda, rezultovalo je društvenim interesom u mnogim zemljama sveta, pa tako i u Republici Srbiji za ulaganje u naučna istraživanja, adekvatno sagledavanje obolelih osoba i davanja za njihovu medicinsku i socijalnu zaštitu. Prava ovih osoba u Srbiji je regulisan Zakonom o prevenciji i dijagnostici genetičkih bolesti, genetički uslovljenih anomalija i retkih bolesti iz 2015. godine. U Srbiji i celoj Evropi ovaj zakon je poznatiji pod nazivom Zojin zakon.

## Značaj
Iako je donošenje Zojinog zakona bilo motivisano humanim i medicinskim razlozima (jedne srpske devojčice obolele od retke bolesti), ono je imalo i ne manji značaj u pravnom regulisanju ljudskih prava lica koja boluju od retkih bolesti. Naime ova lica su dugi niz godina bila u nezavidnom i teškom položaju zbog čega im je bila potrebna posebna pažnja cele društvene zajednice i odnos koji uvažava njihovu ličnost, dostojanstvo i socijalni status, bez obzira na njihovo teško zdravstveno stanje i zdravstvene potrebe.
Zahvaljujuću Zojinom zakonu do početka 2020-tih dijagnozu je dobilo preko 2.000 dece iz Srbije.

## Zakon i promene u pravima bolesnika
Usvajanjem Zojinog zakona nastale su bitne promene u odnasu prema osobama koje boluju od genetičkih i retkih bolesti izmenom načina postupanja i načina tretmana pacijenata koji su više godina bili bez dijagnoze. Takođe ovaj zakon je omogućio kroz podzakonske akta unapređenja cele oblasti genetike, poštovanja prioriteta, poverljivosti, prava svih učesnika i samih dijagnostičkih procedura.
Za tri godine primene Zojinog zakona, utvrđena je u Srbiji dijagnoza kod 1.023 dece (2018), za koju se do tada nije tačno znalo od koje nolesti boluju.
Usvajanje Zojinog zakona uticao je na mnogobrojne promene, u pravima na zdravstvu zaštiti i rad u naučnoistraživačkim institucijama Srbije, koje se odnose na:
- Izmenu propisa iz zdravstvenog sektora.
- Osnivanje centara za retke bolesti pri tercijarnim zdravstvenim ustanovama,
- Obrazovanje multidisciplinarnih veća za pitanja dijagnostike u okviru centara za retke bolesti.
- Rad visokostručnih radnika iz različitih medicinskih specijalnosti (genetike, pedijatrije, ginekologije), radu molekularnih biologa, osoblja laboratorija i genetičkih savetnika, budući da su retke bolesti u velikoj meri kompleksne i da ih prate različiti socijalni kontekst i neophodna pomoć.
- Vođenje podataka u centarima za retke bolesti i vođenje Registra retkih bolesti i
- Saradnju sa referentnim inostranim centrima za dijagnostiku i lečenje retkih bolesti, kao i sa mrežom evropskih i svetskih organizacija pacijenata za retke bolesti.

## Literatura
- Bojana Mirosavljević, Ivana Krgović „Zoja”, Novi Sad. 2020.

## Spoljašnje veze
- „Zojin zakon" usvojen je u Srbiji pre tri godine, a poslanici Evropskog parlamenta bili su oduševljeni efikasnošću zakona. — Mondo, Magazin-zdravlje, od 15. 1. 2018.